# Bactrocera apicalis
Bactrocera apicalis
 es una especie de díptero que Meijere describió por primera vez en 1911. Bactrocera apicalis pertenece al género Bactrocera de la familia Tephritidae.